# Burgo de Osma-Ciudad de Osma
El Burgo de Osma-Ciudad de Osma è un comune spagnolo della comunità autonoma di Castiglia e León, nell'alta valle del Duero, con circa 5 000 abitanti (5163 nel 2013).

## Storia
È accertata la presenza nella zona di gruppi umani nell'età del ferro. Dal VI al II secolo a.C. una comunità celtoibera degli arevacos abitò ad Uxama sul colle Castro a 1 km dell'attuale Burgo de Osma e si oppose ai Romani che però occuparono Uxama e vi si stabilirono facendone uno dei centri più importanti della provincia Tarraconensis, una delle tre province in cui divisero la Spagna. I Romani furono sostituiti dai Visigoti già cristianizzati che la chiamarono Oxama dove si fondò la prima diocesi, esistente certamente nel 597, se non anche prima, comunque una delle prime di Spagna. Con l'occupazione araba la diocesi fu abolita e ricostituita poi ad opera del vescovo monaco cluniacense Pedro de Osma dopo la Reconquista.
La presenza dei vescovi fu essenziale per lo sviluppo della cittadina che fu inizialmente un piccolo centro medioevale ma s'ingrandì con l'avvento della comunità religiosa e vescovile del Burgo che costruì nel 1101 la prima cattedrale romanica sopra i resti di un monastero visigoto. La cattedrale gotica che la sostituì nel XIII secolo divenne il centro attorno al quale si sviluppò l'abitato, che fu un feudo della Chiesa. Attualmente la sede vescovile con quella di Soria forma l'unica diocesi di Osma-Soria.
Fu vescovo di Osma Rodrigo Jiménez de Rada.

## Monumenti e luoghi d'interesse

### Cattedrale dell'Assunta

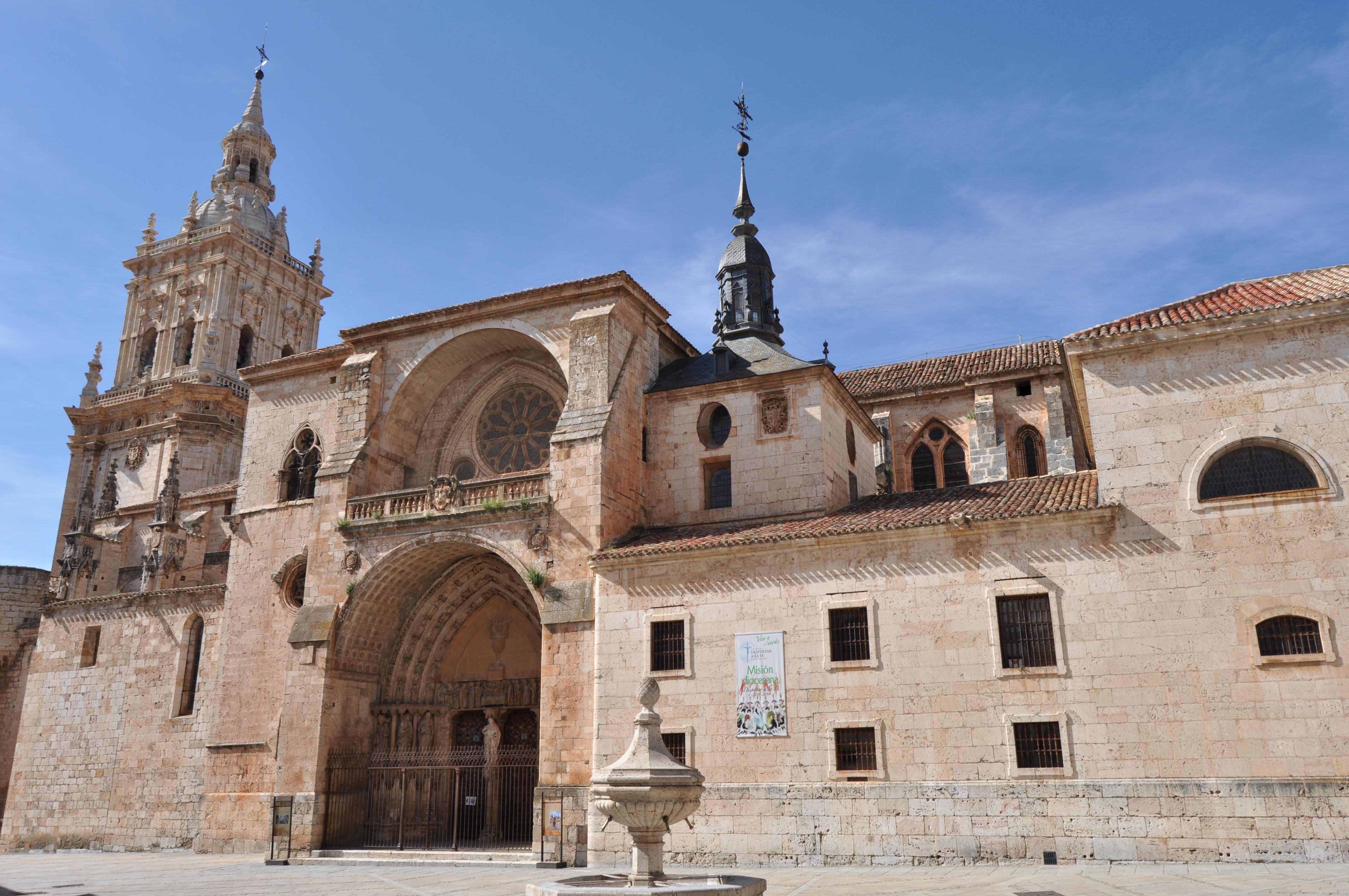
Cattedrale dell'Assunta

Il monumento più notevole è la Cattedrale dell'Assunta costruita in stile gotico su una precedente chiesa romanica. La sua costruzione, cominciata nel 1232, subì varie influenze stilistiche, fino al neoclassico (1784). Come molte altre cattedrali spagnole del XIII secolo, venne dedicata all'Assunzione di Maria. Il portale principale ogivale, dedicato alla Madonna, è ornato di statue che rappresentano storie della Vergine. Il chiostro gotico è del 1512, mentre i lavori per la costruzione del campanile in stile barocco durarono dal 1739 al 1767; la Sala capitolare ospita il Museo Catedralicio y diocesano fondato nel 1978 dove sono esposti resti dell'antica cattedrale romanica, quadri, sculture, paramenti, documenti, antifonari, oreficerie e preziosi codici miniati fra cui i Commentari dell'Apocalisse di Beato di Liébana del 1086. 
All'interno si notano un retablo rinascimentale del 1556, la sontuosa tomba con la statua di san Pietro di Osma (san Pietro di Bourges) del 1258 e la Capilla de la Virgen del Espino, patrona dei Burgensi detta Virgen Morena. La cattedrale è stata dichiarata Bene di interesse culturale il 3 giugno 1931.

### Rovine romane di Uxama

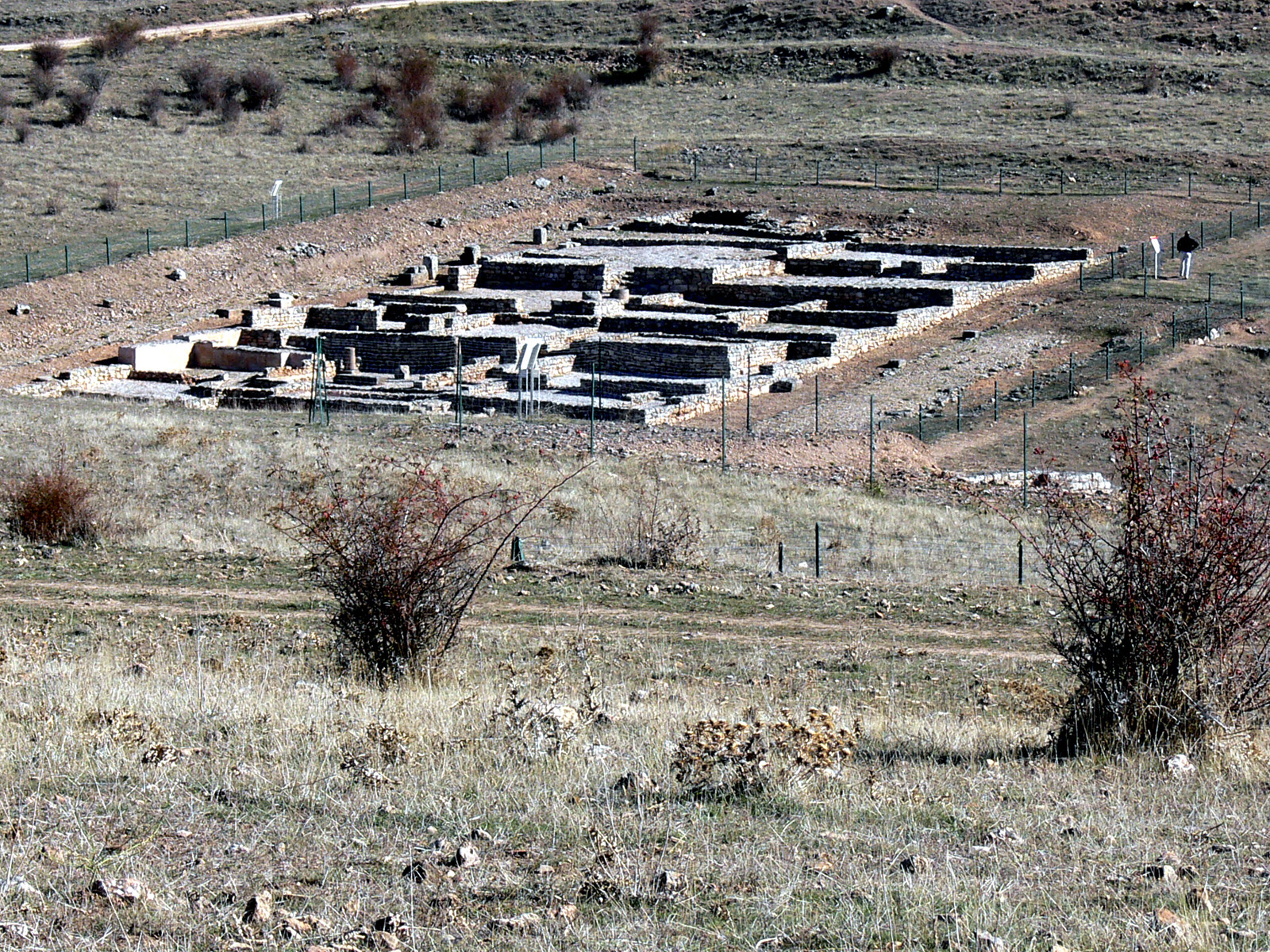
Rovine romane di Uxama

Attraversando un magnifico parco pubblico con oltre 40 specie diverse di alberi ad 1 km dal centro si raggiungono le rovine romane di Uxama che, anche se non sono ancora oggetto di scavi metodici e continui, hanno permesso di recuperare molti reperti che consentono di farsi un'idea di come fosse l'insediamento romano; recentemente sono stati riportati alla luce i resti della Casa de los Pintos del I secolo. Di fronte alle rovine romane ci sono i resti della fortezza di Oxama.

### Universidad de Santa Catalina

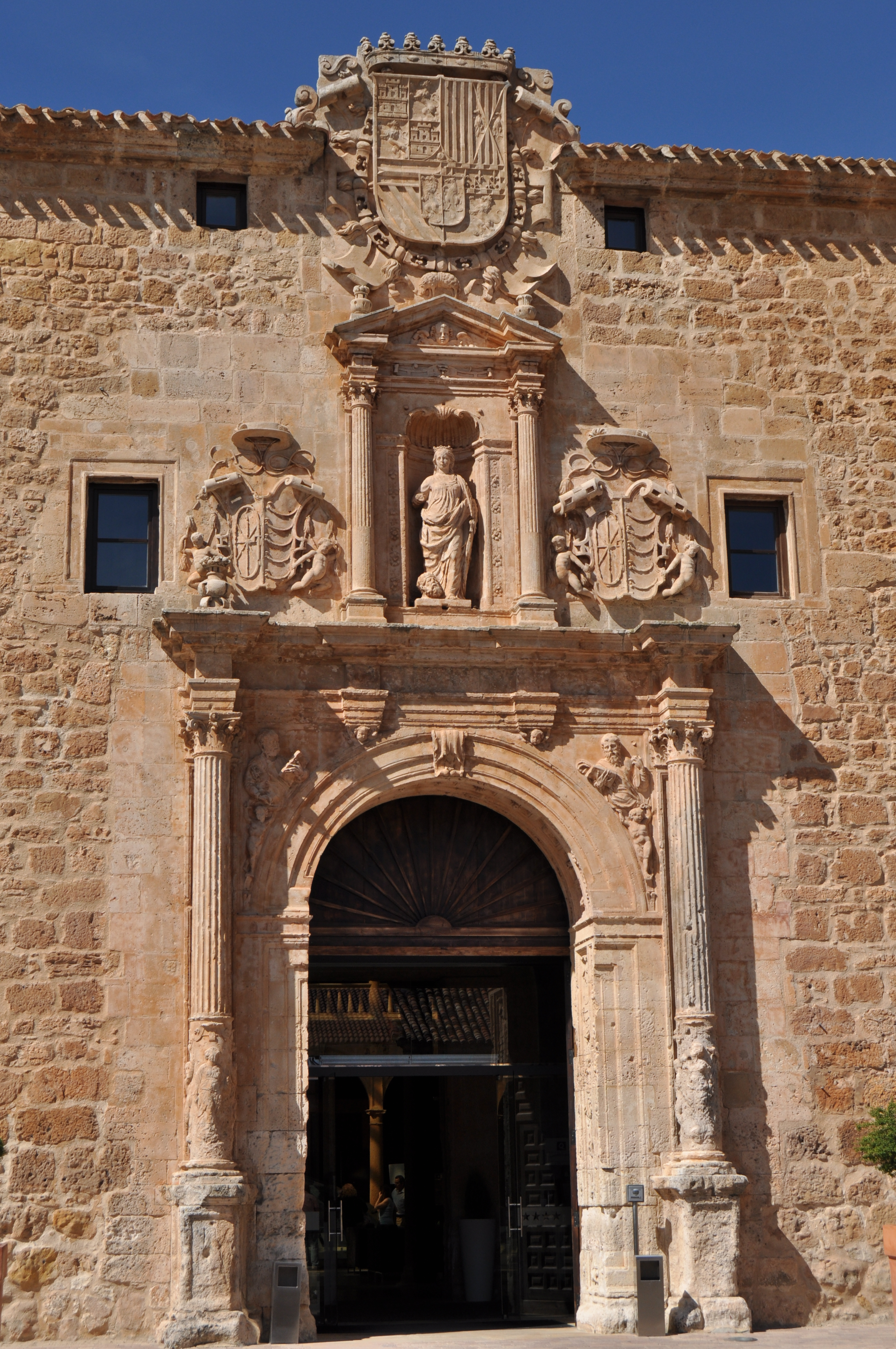
Ingresso della Universidad de Santa Catalina

L'Universidad de Santa Catalina, fondata nel 1550 dal vescovo portoghese Pedro Álvarez de Acosta (1484–1563), presenta in facciata un portale plateresco. Venne chiusa nel 1841. L'edificio che la ospitava è stato adibito ad albergo.

### Hospital de San Agustín

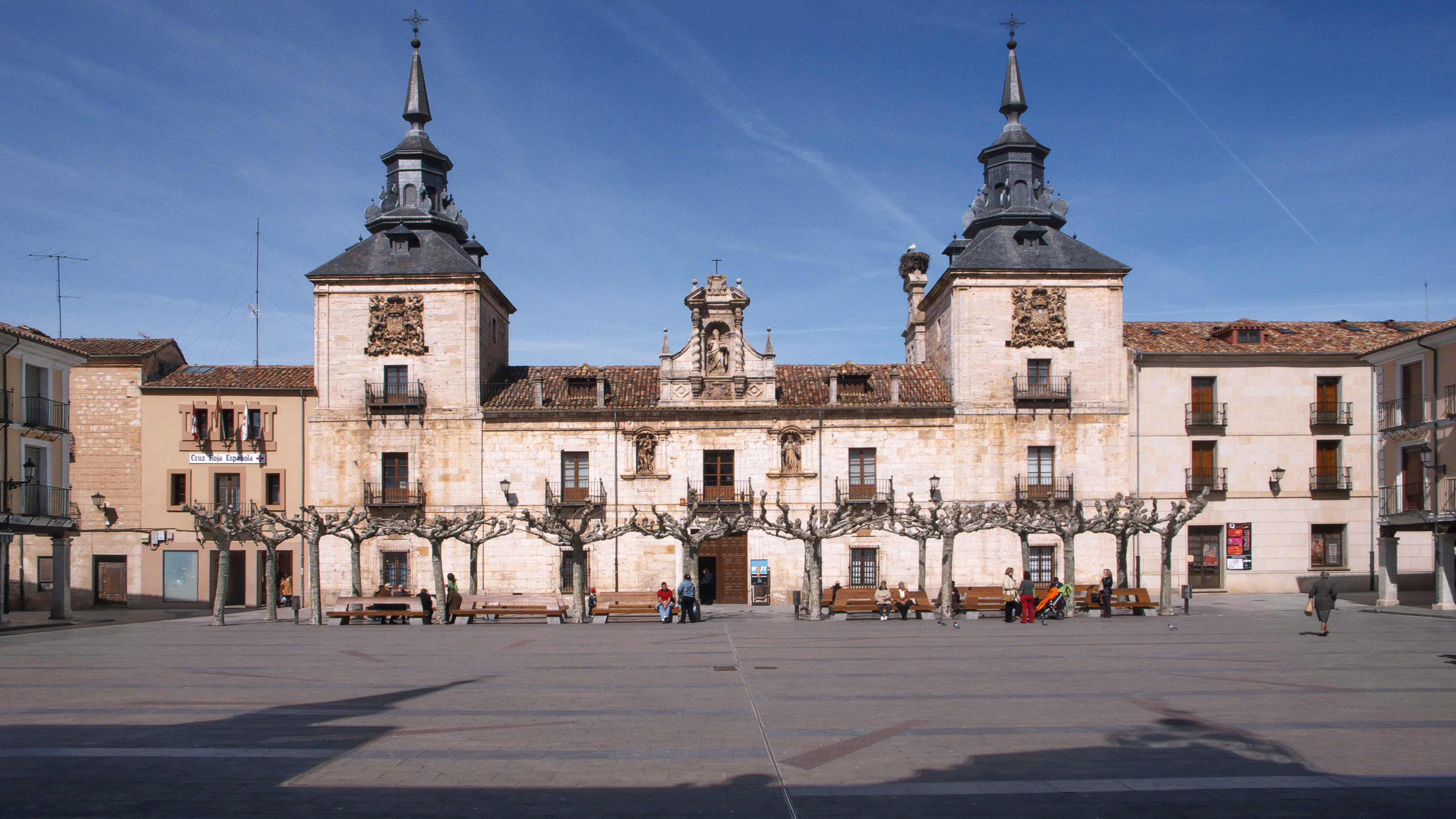
Facciata dell'antico Hospital de San Agustín

L'Hospital de San Agustín, eretto dal vescovo Sebastián de Arévalo y Torres (1620–1704) su progetto di Cipriano Antonio Miguel, è uno degli edifici che si affaccia sulla Plaza Mayor. Fu costruito tra il 1694 e il 1699. È un edificio a pianta quadrata con un patio centrale. La facciata in bugnato presenta una composizione simmetrica rettangolare con accesso al centro, fiancheggiata da due torri. È stato dichiarato Bene di interesse culturale l'11 marzo del 1999. Attualmente è sede del Centro culturale cittadino e ospita mostre d'arte ed esposizioni.

### Altri edifici
- La Casa concistorial del 1768, il Seminario e il Palacio del Obispo sono edifici neoclassici della seconda metà del XVIII secolo.
- La Puerta de San Miguel è l'unico resto esistente delle antiche mura.

## Economia
L'economia locale si basa sull'agricoltura, sul commercio e sul turismo culturale perché per la sua posizione geografica ha inverni rigidi ed estati calde.

## Manifestazioni
Ad agosto si svolgono nella cittadina corride, concerti e feste in cui si balla la rueda, danza tradizionale delle province dell'Alto Duero: Segovia, Burgos e Soria, e in Cantabria.